# Les cartes d'Hèrcules Poirot
Les cartes d'Hèrcules Poirot és una obra de gènere policíac escrita per Jaume Fuster publicada el 1983 i inspirada en el cèlebre personatge Hercule Poirot de les novel·les d'Agatha Christie, del qual Fuster en catalanitza el nom.
Aquesta obra va ser pensada com a guió televisiu per un capítol del programa de RTVE Novel·la i que s'emeté el 10 de desembre de 1979. Malgrat això i a causa de les limitacions d'escena i repartiment que li imposaren des del programa, el guió era més pròpiament una obra de teatre. L'obra està dividida en capítols i seqüències, en comptes d'actes i escenes, cosa que dugué al mateix Fuster a considerar-la una obra híbrida entre la novel·la, el guió televisiu i el teatre.
| «                                                                      | De totes maneres, no crec que l'interessi publicar una història com aquesta. És massa vulgar, massa poc atractiva. Sort que Hèrcules Poirot ha estat capaç de descobrir l'entreteixit de mentides i extreure'n la veritat diàfana… La pobra policia rural d'aquí no hauria estat capaç de descobrir el misteri, tot i la seva senzillesa. […] En fi, ha estat un petit misteri de vacances que ha servit d'exercici a les meves cèl·lules grises… | » |
| — Carta de Poirot a Agatha Christie explicant-li el desenllaç del cas. | |   |

## Argument
Hèrcules Poirot és un detectiu belga de mitjana edat resident a Londres que se'n va a passar uns dies al balneari aïllat de la Font del Ferro, a la Cerdanya, per prendre les aigües d'aquella contrada seguint les recomanacions mèdiques. Mentre Poirot és de vacances es troba amb un assassinat al brollador, lloc on els hostes van a beure l'aigua. La víctima és un dels hostes, en Vicenç Pastor, mort d'un tret a la nuca.
L'hostaler avisa a la guàrdia civil, però aquesta no podrà arribar fins a l'endemà a l'hostal a causa de la forta pluja que cau i que ha deixat impracticables els camins de muntanya. Poirot investiga pel seu compte el lloc dels fets i arriba a la conclusió que l'homicidi no s'ha realitzat al lloc on han trobat el cadàver. Donada la situació d'aïllament del balneari Poirot conclou que l'assassí ha estat algun dels hostes del balneari. Per evitar fugues, reuneix tots els hostes del balneari per tal d'interrogar-los i descobrir què estaven fent en el moment del crim.
Poc abans d'anar a dormir, el criat del balneari, Peret, cita Poirot dues hores més tard per parlar sobre uns "bastaixos", mot que el detectiu no comprèn. Tanmateix, aquesta cita mai s'acabaria celebrant, perquè després de sentir-se un tret durant la nit, Peret apareix mort. Finalment, Poirot descobreix el significat de bastaixos, Peret era el còmplice de l'assassí i havia traslladat el cos fins al brollador.
Les hores passen i hi ha un altre intent d'assassinat, però aquest cop sense èxit. El mossèn Pere Jaume és trobat inconscient al brollador amb una ferida lleu al front; quan es recupera el mossèn acusa el senyor Estivill d'haver perpetrat els assassinats.
Llavors, Poirot reuneix a tots els hostes anunciant que havia descobert el veritable assassí. Poirot exposa l'arma del crim utilitzada, el lloc i el mòbil de l'assassinat, però era en descobrir el culpable. És en aquell moment que intervé la Senyoreta Puig, una barcelonina de mitjana edat que acaba desemmascarant el veritable culpable.

## Temps i espai
Els capítols transcorren en un balneari anomenat Font del Ferro a la Baixa Cerdanya, molt proper amb les fronteres d'Andorra i França. Aquest s'inspira en un balneari real, d'una certa fama temps ençà, anomenat balneari de Senillers que es trobava prop de Martinet i al qual s'accedia per la via que puja des de Martinet fins a Travesseres. El nom de Font del Ferro és manllevat d'una font que hi ha per aquestes contrades. La situació del balneari de la Font del Ferro és idònia per al contraban que és clau per al transcurs de l'obra. L'acció es desenvolupa dins del balneari, específicament en tres escenaris: el menjador, la sala d'estar i el brollador.
L'acció s'inicia a l'hora de dinar d'un dia de tardor i es resol l'endemà abans de l'hora de dinar; els fets transcorren en no més de vint-i-quatre hores. Fuster no especificà la data exacta de l'ambientació, però la situa entre finals de la dècada de 1940 i principis de la del 1950, encara en època de la Postguerra. És per aquesta raó que Fuster fa referències a situacions versemblants de l'època com que el senyor Gombreny pretengui exiliar-se a França per haver festejat amb la política. També fa referència als maquis, com els "guerrillers" presents en les muntanyes de la Cerdanya, o a la mort de l'antic propietari del balneari a la batalla de l'Ebre.

## Personatges

### Hèrcules Poirot
Hèrcules Poirot és un detectiu famós belga d'origen, del cantó francòfon amb grans dots d'observació i deducció. Sovint el personatge fa referència a les seves «cèl·lules grises» que utilitza per resoldre els seus casos. Físicament, Poirot és un home d'estatura baixa, calb i amb signes de coixesa. Alguns dels trets característics de Poirot són l'ús de barret i el seu bigoti recargolat. Psicològicament, Poirot és una persona molt pulcra, ordenada i amb un cert egocentrisme.
Poirot parla en català i gairebé sense accent. Tot i així, el delata l'ús esporàdic d'expressions en francès, la desconeixença de certes frases fetes o paraules d'argot i la lentitud en la pronúncia. És la segona vegada que Hèrcules Poirot és hoste del balneari Font del Ferro; hi havia estat l'any 1933 quan l'hostaler era el senyor Delofeu.

### Hostalers
El senyor i la senyora Jordà són els hostalers de la Font de Ferro des de 1945 i ambdós són cerdans i senzills. Enriqueta Jordà és la filla dels hostalers. És una jove estudiant universitària que cursa els estudis a Barcelona. L'Enriqueta està enamorada d'un dels hostes del balneari que ha conegut a la ciutat comtal. En Peret és un pagès corpulent de la zona, però treballa de servent del balneari. La seva vestimenta és gorra, armilla, calces de pana i faixa.

### Hostes
Entre els hostes habituals del balneari s'hi troben la senyoreta Puig, la família Estivill i en Carles Llopis. La senyoreta Puig és una barcelonina d'una cinquantena anys que al final de l'obra destacarà per la seva intel·ligència. Segons Fuster, és l'equivalent al personatge Miss Marple d'Agatha Christie. En Carles Llopis és un hoste que viu a Bellver i és un pagès adinerat que hi havia fet estada ja l'any anterior. En Llopis anirà acompanyat de la seva suposada filla Meritxell. Finalment, la família Estivill està formada per en Francesc Estivill, propietari d'una fàbrica de productes químics i propietari del balneari ; la senyora Estivill, delicada de salut i poc espavilada, i pels seus dos fills, en Jaume i la Mariona Estivill. Al Francesc Estivill li agrada col·leccionar peces antigues.
Entre els hostes que s'allotgen per primera vegada al balneari hi ha el Salvador Gombreny, mossèn Pere Jaume i Vicenç Pastor. En Gombreny és un barceloní jove, galant i metge de professió, que no sembla que vingui al balneari a beure les famoses aigües. En Pere Jaume vesteix amb sotana i explica que és rector d'una vila ripollesa. Per acabar, hi ha Vicenç Pastor, el qual només apareix com a cadàver, però de qui es descobreix que era un advocat barceloní i que havia treballat per als nebots del senyor Delofeu, l'antic amo del balneari.